# Collège anglais de Valladolid
Le collège anglais de Valladolid est une résidence et un centre de formation ecclésiastique sis à Valladolid, en Espagne, pour la formation de prêtres catholiques en vue d'un ministère en Angleterre et au pays de Galles. Il est placé sous le patronage de saint Alban.
Des hommes d'âges et d'horizons divers passent une année d'introduction à Valladolid pour discerner leur vocation et commencer une formation spirituelle et humaine en vue d'accéder à la prêtrise catholique. Après leur année propédeutique à Valladolid, les étudiants entrent généralement dans des séminaires au Royaume-Uni, en Irlande ou à Rome.

## Histoire

### Histoire ancienne
le collège fut fondé en 1589 par le père Robert Persons, un prêtre jésuite anglais, durant la période de persécutions des catholiques en Angleterre, avec la permission et le soutien du roi Philippe II d'Espagne.
Le collège fut confié aux Jésuites jusqu'à leur expulsion d'Espagne en 1767. Cette expulsion provoqua une crise pour l'établissement, qui se vit privée d'un seul coup de son corps professoral et de ses étudiants. L'évêque Richard Challoner, vicaire apostolique à Londres, contribua à assurer l'avenir du collège en fusionnant les trois institutions anglaises existant à Madrid, Séville (en) et Valladolid, et en s'assurant le concours du personnel de la mission anglaise et des étudiants du collège anglais de Douai. Le collège a hérité des actifs du collège anglais de Saint-Grégoire (en) à Séville : celui-ci avait été fondé par le même Persons en 1592 et avait fait faillite en 1645.

### Temps modernes
En 1998, la Conférence des évêques catholiques d'Angleterre et du pays de Galles approuva le collège comme son séminaire propédeutique, suivant l'encouragement pour de tels pré-séminaires promulgué par le pape Jean-Paul II dans son Pastores dabo vobis (en) (1992),. Cet avenant a établi l'année d'introduction des études et de la formation au collège.

## Vénération deLa Vulnerata

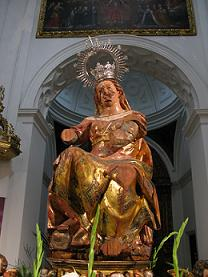
La Vulnerata sur un char processionnel.

L'image de Notre-Dame vénérée dans la chapelle du collège est celle de La Vulnerata, ou La bénie. L'histoire de la Vulnerata remonte à la fin du XVIe siècle. En 1596, alors que l'Espagne rassemblait une flotte dans la ville de Cadix, le comte d'Essex et Sir Walter Raleigh conduisirent une flotte anglaise dans le port, vainquirent la flotte espagnole et mirent la ville à sac. Une partie des troupes anglaises déclencha une émeute en traînant la statue de la Vierge d'une église jusqu'à la place du marché où ils la profanèrent, lui brisant les deux bras et l'enfant Jésus (tout ce qui reste de l'enfant, c'est une partie de ses petits pieds posés sur les genoux de sa mère). Ce fut un grand scandale.
La statue mutilée fut transportée à Madrid et reçut une place d'honneur dans la chapelle privée d'une comtesse. Les prêtres et les séminaristes du collège anglais de Valladolid demandèrent à la comtesse s'ils pouvaient réparer le comportement de leurs compatriotes qui avaient profané la statue. Elle accepta et la statue fut ramenée à Valladolid et installée avec une grande solennité dans la chapelle du collège en 1600.
Chaque année, pendant la Semaine sainte, la statue est transportée le long de la rue, où elle est rejointe par un énorme paso, sur lequel repose une grande représentation du Christ crucifié. Les deux images se rencontrent et dansent l'une sur l'autre pendant une courte période, puis la Vulnerata revient au collège.

## Personnalités
De nombreux anciens élèves du collège perdirent la vie lors des persécutions dont furent victimes les catholiques dans l'Angleterre des XVIe et XVIIe siècles. Les prêtres qui exerçaient leur ministère pastoral clandestinement étaient particulièrement pourchassés. Ils furent béatifiés en 1970 par Paul VI et canonisés comme martyrs par Jean-Paul II en 1987. Voici leurs noms:
- Saint Ambrose Barlow OSB
- Saint Thomas Garnet SJ
- Saint Jean Lloyd
- Saint Jean Plessington
- Saint Jean Roberts OSB
- Saint Henri Walpole SJ
- Bienheureux Ralph Ashley SJ
- Bienheureux Edward Bamber
- Bienheureux Mark Barkworth OSB
- Bienheureux Arthur Bell OSF
- Bienheureux Thomas Sprott
- Bienheureux Thomas Bullaker OSF
- Bienheureux Roger Cadwallador
- Bienheureux Ralph Corbie SJ
- Bienheureux Robert Drury
- Bienheureux Roger Filcock SJ
- Bienheureux Thomas Holland SJ
- Bienheureux Thomas Palaser OSF
- Bienheureux Thomas Reynolds
- Bienheureux William Richardson
- Bienheureux Guillaume Southerne
- Bienheureux Thomas Whittaker
- Vénérable Edward Morgan SJ